# Merritt Island
Merritt Island es un lugar designado por el censo ubicado en el condado de Brevard en el estado estadounidense de Florida. En el Censo de 2010 tenía una población de 34.743 habitantes y una densidad poblacional de 284,3 personas por km². Destaca por albergar el Centro espacial John F. Kennedy, encargado de ensamblar diversos cohetes para la NASA.

## Geografía
Merritt Island se encuentra ubicado en las coordenadas 28°18′33″N 80°40′33″O / 28.30917, -80.67583. Según la Oficina del Censo de los Estados Unidos, Merritt Island tiene una superficie total de 122.2 km², de la cual 45.36 km² corresponden a tierra firme y (62.88%) 76.85 km² es agua.

## Demografía
Según el censo de 2010, había 34.743 personas residiendo en Merritt Island. La densidad de población era de 284,3 hab./km². De los 34.743 habitantes, Merritt Island estaba compuesto por el 88.74% blancos, el 4.88% eran afroamericanos, el 0.49% eran amerindios, el 2.25% eran asiáticos, el 0.12% eran isleños del Pacífico, el 0.96% eran de otras razas y el 2.57% pertenecían a dos o más razas. Del total de la población el 6.13% eran hispanos o latinos de cualquier raza.